# Квин-Крик (Аризона)
Квин-Крик (англ. Queen Creek) — город в США, в штате Аризона, в округах Марикопа и Пинал. Население по оценочным данным 2019 года составляет 50 890 человек.

## География
Площадь Квин-Крик составляет 84,01 км², из них 83,95 км² — суша и 0,06 км² — водные поверхности.

## Население
По данным переписи 2010 года население Квин-Крик составляет 26 361 человек. Расовый состав: белые (82,1 %); афроамериканцы (0,4 %); коренные американцы (6,5 %); азиаты (0,3 %); жители островов Тихого океана (0,1 %); представители других рас (14,3 %) и представители двух и более рас (2,3 %).
35,4 % населения города — лица в возрасте младше 18 лет; 8,7 % — от 18 до 24 лет; 30,1 % — от 25 до 44 лет; 20,9 % — от 45 до 64 лет и 4,8 % — 65 лет и старше. Средний возраст населения — 31,0 лет. На каждые 100 женщин приходится 104,8 мужчин. На каждые 100 женщин в возрасте старше 18 лет — 105,3 мужчин.
Средний доход на домохозяйство — $63 702; средний доход на семью — $65 679. Средний доход на душу населения — $21 592. Примерно 6,0 % семей и 9,2 % населения проживали за чертой бедности.
Динамика численности населения города по годам:
| 1980 | 1990 | 2000 | 2010   | 2019   |
| ---- | ---- | ---- | ------ | ------ |
| 1378 | 2667 | 4316 | 26 361 | 50 890 |